# 恆神星
小行星446 （446 Aeternitas）是一顆主帶小行星。1899年10月27日，馬克斯·沃夫、阿諾德·施瓦斯曼在海德堡描述了此天體。它的光譜分類為A-型。
該小行星以羅馬神話中的永恆女神艾特尼塔斯命名。
| 前一小行星： (445)小行星445 | 小行星列表 | 後一小行星： (447)小行星447 |